# Luis Fernando López
Luis Fernando López Eraso (San Juan de Pasto, 3 de junio de 1979-) es un marchista colombiano y una de las figuras del deporte colombiano, ganador de la medalla de oro en la competencia de 20 kilómetros de la marcha en el Mundial de Atletismo de Daegu (Corea), la primera medalla de un colombiano en esta clase de certámenes.

## Biografía
Hijo de Luis Alfredo López y de Yolanda Eraso, Luis Fernando estudió la primaria en la escuela Santo Domingo y el bachillerato en el colegio San Felipe Neri de su ciudad natal San Juan de Pasto. Inicialmente se sintió atraído por el fútbol pero su padre y su tío practicantes del atletismo lo encaminaron por esa disciplina y su primera medalla la ganó en Ipiales (Nariño) cuando tenía 8 años. Después de graduarse de bachiller, estudió dos semestres de Ingeniería Civil y continuó su práctica deportiva con el apoyo de su familia en condiciones económicas difíciles; pero al ganar el subtítulo del Campeonato Suramericano de Marcha en Argentina le propusieron ingresar a la Policía Nacional de Colombia con una beca para estudios y apoyo para su práctica deportiva , la que aceptó y en 1988 se fue a vivir a Bogotá.
Su primera medalla en campeonatos internacionales en la distancia de 20 kilómetros marcha fue en Campeonato Sudamericano de Cali en 2005, donde consiguió la medalla de bronce. Al año siguiente fue campeón en los Juegos Centroamericanos y del Caribe de Cartagena de Indias 2006. Posteriormente fue noveno en los Juegos Olímpicos de Pekín 2008 y quinto en los Mundiales de Berlín 2009.
Ese año 2009 consiguió la medalla de oro en el Campeonato Sudamericano de Lima. Al año siguiente fue subcampeón en los Juegos Centroamericanos y del Caribe de Mayagüez 2010. Y en 2011 consiguió la medalla de bronce en los Juegos Panamericanos de Guadalajara.
En el Campeonato Mundial de Atletismo de 2011 celebrado en la ciudad surcoreana de Daegu consiguió la medalla de oro en los 20 kilómetros. Inicialmente había obtenido la medalla de bronce al ser 3º,  pero los atletas rusos Valeri Borchin, ganador de la prueba, y Vladimir Kanaikin, segundo, fueron descalificados el 24 de marzo de 2016 por el TAS acusados de dopaje. La IAAF anunció que las medallas serían redistribuidas en todas las competiciones bajo su control por lo que el resto de atletas ganaron dos puestos y López pasó del puesto 3º al 1º.
Clasificó así para participar en los Juegos Olímpicos de Londres 2012 siendo esta su tercera participación en una olimpiada de verano. En Londres, Luis Fernando fue penalizado con tres tarjetas amarillas, quedando así descalificado, cuando afrontaba la última parte de la prueba los 20 km y hacía parte del grupo de punta.
Desde 2014 compite en la distancia de 50 kilómetros marcha.
Simultáneamente con su actividad deportiva y como miembro de la policía de Colombia en donde alcanzó el grado de subintendente en el 2011, López estudió contaduría en la Universidad San Martín.

## Galardones
| Representando Colombia                       | Representando Colombia               | Representando Colombia        | Representando Colombia | Representando Colombia |
| Año                                          | Competición                          | Lugar                         | Resultado              | Distancia              |
| -------------------------------------------- | ------------------------------------ | ----------------------------- | ---------------------- | ---------------------- |
| 2005                                         | Campeonato Sudamericano de Atletismo | Cali, Colombia                | 3ª (1h:23:43)          | 20 km                  |
| 2005                                         | Campeonato mundial de atletismo      | Helsinki, Finlandia           | 12.ª (1h:22:28)        | 20 km                  |
| 2006                                         | Juegos Centroamericanos y del Caribe | Cartagena de Indias, Colombia | 1ª (1h:24:20)          | 20 km                  |
| 2008                                         | Juegos Olímpicos de Pekín            | Pekín, China                  | 9ª (1h:20:59)          | 20 km                  |
| 2009                                         | Campeonato Sudamericano de Atletismo | Lima, Perú                    | 1ª (1h:20:53)          | 20 km                  |
| 2009                                         | Campeonato mundial de atletismo      | Berlín, Alemania              | 5ª (1h:20:03)          | 20 km                  |
| 2010                                         | Juegos Centroamericanos y del Caribe | Mayagüez, Puerto Rico         | 2ª (1h:22:55)          | 20 km                  |
| 2011                                         | Campeonato mundial de atletismo      | Daegu, Corea del Sur          | 1ª (1h:20:38)          | 20 km                  |
| 2011                                         | Juegos Panamericanos                 | Guadalajara, México           | 3ª (1h:22:51)          | 20 km                  |
| 2012                                         | Juegos Olímpicos de Londres          | Londres, Reino Unido          | DQ                     | 20 km                  |
| 2013                                         | Campeonato mundial de atletismo      | Moscú, Rusia                  | DNF                    | 20 km                  |
| DQ-Descalificación DNF-No finaliza la prueba |                                      |                               |                        |                        |